# Arma explosiva

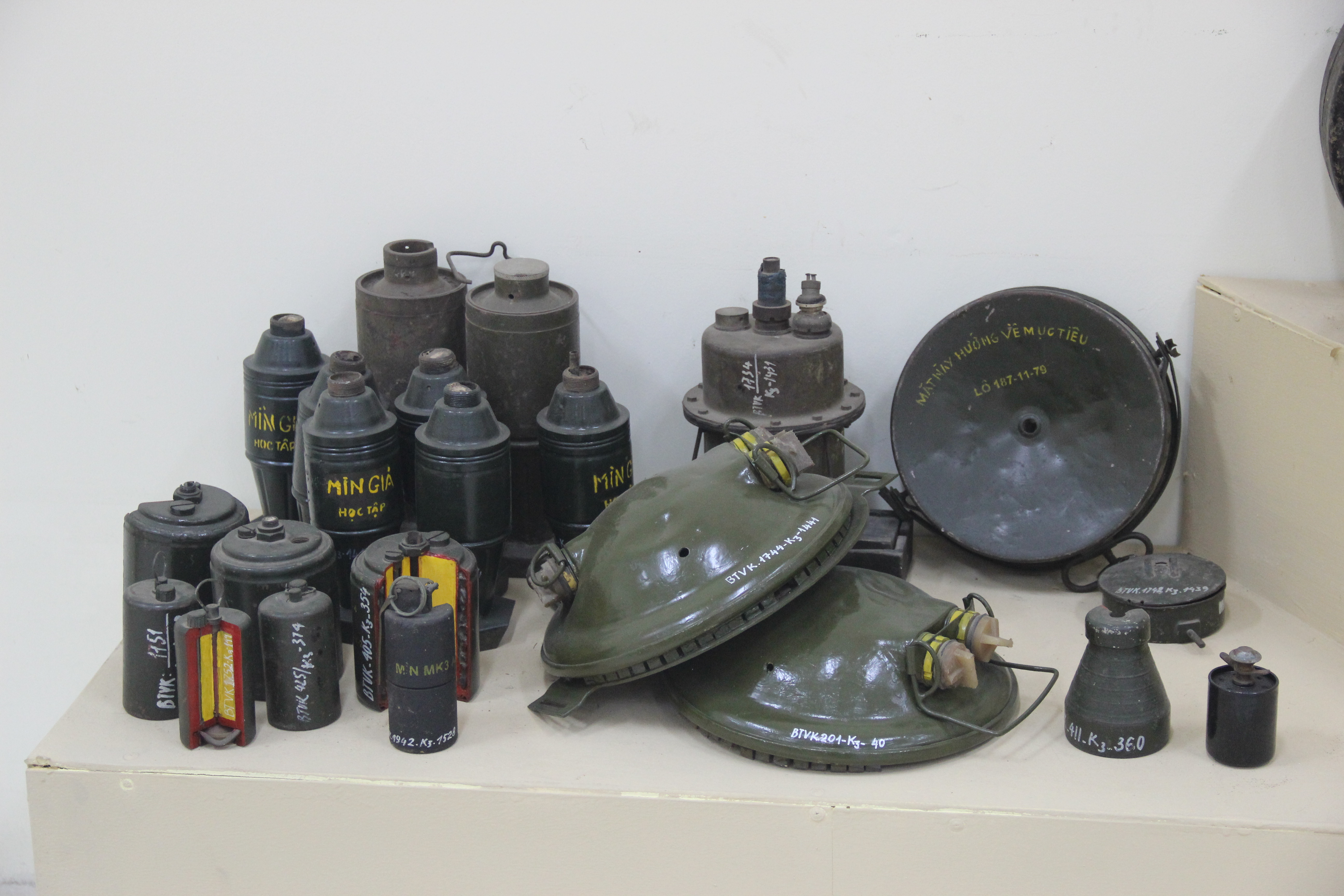
Varias granadas y minas terrestres en exhibición en Hanoi

Un arma explosiva es un tipo de arma que usa algún explosivo de alta potencia para proyectar una explosión y/o fragmentación desde un punto de detonación.
Por su naturaleza, los países comúnmente regulan que las armas explosivas sean generalmente propiedad de los militares, para su uso en situaciones de conflicto armado, y rara vez se utilizan con fines policiales domésticos.
Cuando las armas explosivas no funcionan como corresponde, suelen dejarse como artefactos explosivos sin detonar.

## Clasificación

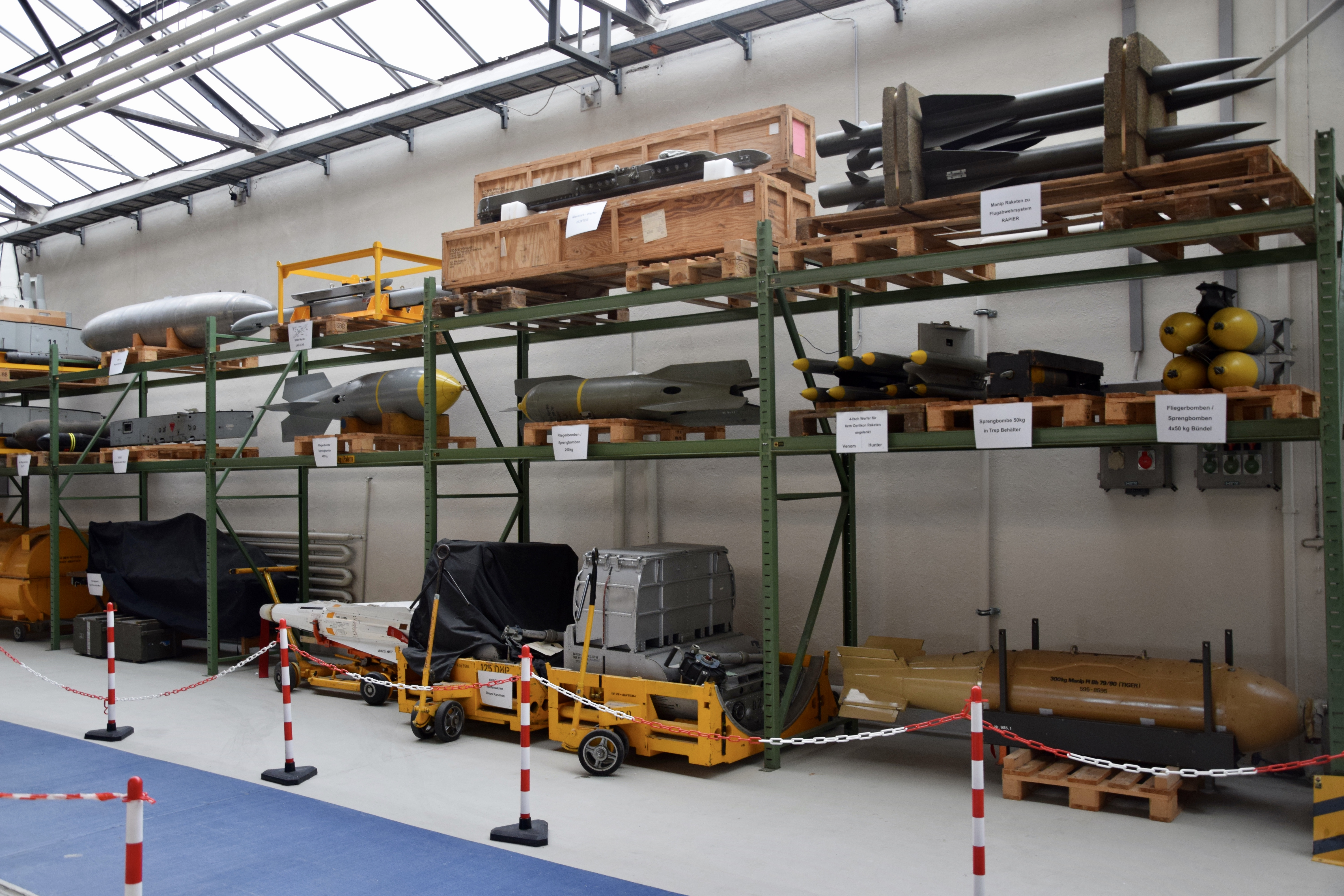
Artefactos explosivos para aeronaves, entre otras cargas útiles de aeronaves, en el Museo Flieger Flab en Dübendorf

Las armas explosivas pueden subdividirse según su método de fabricación en municiones explosivas y artefactos explosivos improvisados. Ciertos tipos de municiones explosivas y muchos artefactos explosivos improvisados se pueden denominar bajo el término genérico «bomba».
Ciertos tipos de armas explosivas pueden clasificarse como armas ligeras (por ejemplo, las granadas, los lanzagranadas, los lanzamisiles, los misiles antitanque, los sistemas portátiles de defensa aérea y los morteros que tengan un calibre inferior a 100 mm). Muchas armas explosivas, como las bombas aéreas, los lanzacohetes múltiples, la artillería y morteros más grandes, se clasifican como armas pesadas.

## Impacto humanitario
En los conflictos armados, las normas generales del derecho internacional humanitario que rigen la conducción de las hostilidades se aplican al uso de todo tipo de armas explosivas como medios o métodos de guerra.
Tomados en conjunto, el Protocolo II Enmendado y el Protocolo V de la Convención de las Naciones Unidas sobre Ciertas Armas Convencionales establecen la responsabilidad de los usuarios de armas explosivas de registrar y conservar información sobre su uso de tales armas (incluido el lugar de uso y el tipo y cantidad de armas utilizadas), para proporcionar dicha información a las partes en control del territorio que puede verse afectado por municiones no explotadas, y para ayudar con la eliminación de esta amenaza.
Ciertos tipos de armas explosivas han sido objeto de prohibición en tratados internacionales. La Declaración de San Petersburgo de 1868 prohíbe el uso de ciertos proyectiles explosivos de fusil. Esta prohibición se ha convertido en una prohibición de la explosión de municiones en virtud del derecho internacional humanitario consuetudinario vinculante para todos los Estados. La convensión sobre la prohibición de minas antipersonales de 1997 y las normas sobre municiones de racimo de 2008 también prohíben tipos de armas explosivas, minas terrestres antipersonales y municiones de racimo, para los estados parte de estos tratados internacionales.
El Secretario General de las Naciones Unidas ha expresado una creciente preocupación por "el impacto humanitario de las armas explosivas, en particular cuando se utilizan en áreas densamente pobladas". El presidente del Comité Internacional de la Cruz Roja (CICR), Jakob Kellenberger, ha señalado que "las operaciones clave del CICR en 2009, en la Franja de Gaza y en Sri Lanka, ilustraron claramente las consecuencias humanitarias potencialmente devastadoras de las operaciones militares realizadas en zonas densamente pobladas, especialmente cuando se utilizan armas pesadas o altamente explosivas".
Según la ONG británica Action on Armed Violence (AOAV), cuando se utilizan armas explosivas en zonas pobladas (ciudades, pueblos, barrios residenciales), la gran mayoría (91% en 2012) de las víctimas directas son civiles.
AOAV también ha registrado un espectacular aumento en el uso de bombas suicidas y artefactos explosivos improvisados en todo el mundo. Sus datos mostraron que el número de civiles asesinados o heridos por coches bomba, bombas suicidas y otros artefactos explosivos improvisados aumentó en un 70% en los tres años hasta 2013.